# Yukarı Çamurdere, Çayırlı
Yukarıçamurdere là một xã thuộc huyện Çayırlı, tỉnh Erzincan, Thổ Nhĩ Kỳ. Dân số thời điểm năm 2010 là 74 người.